# Marco Mathis
Marco Mathis, nascido a 7 de abril de 1994 em Tettnang, é um ciclista profissional alemão que atualmente corre para a equipa Cofidis, Solutions Crédits.

## Palmarés

### Estrada
2016
- Campeonato Mundial Contrarrelógio sub-23

### Pista
2016
- Campeonato da Alemanha em Perseguição
- Campeonato da Alemanha em Perseguição por equipas